# Schkopau
Schkopau è un comune tedesco di 10 989 abitanti situato nel land della Sassonia-Anhalt.